# Marc Rademacher
Marc Rademacher (Monaco di Baviera, 12 ottobre 1990) è un bobbista tedesco.

## Biografia
Compete nel bob dal 2015 come frenatore per la squadra nazionale tedesca. Debuttò in Coppa Europa a gennaio 2015 gareggiando negli equipaggi pilotati da Christoph Hafer e dal gennaio 2017 con Richard Oelsner. Si distinse nelle categorie giovanili vincendo due medaglie ai mondiali juniores, di cui una d'oro nel bob a quattro ad Altenberg 2015 e una d'argento nel bob a due a Winterberg 2016, entrambe ottenute con Hafer alla guida delle slitte.
Esordì in Coppa del Mondo all'avvio della stagione 2017/18, il 18 novembre 2017 a Park City, dove si piazzò al quarto posto nel bob a due, stavolta con Johannes Lochner a guidare l'equipaggio e il giorno successivo, sempre a Park City, colse il suo primo podio nonché la sua prima vittoria nel bob a quattro con Lochner, Christopher Weber e Christian Rasp.
Ha inoltre preso parte a tre edizioni dei campionati mondiali, vincendo due medaglie nella competizione a squadre, di cui una d'oro conquistata a Whistler 2019, gareggiando in coppia con Johannes Lochner nella frazione del bob a due maschile, e una di bronzo vinta a Schönau am Königssee 2017; nel bob a quattro detiene quale miglior risultato il sedicesimo posto ottenuto a Winterberg 2015. 
Agli europei ha vinto due medaglie d'oro consecutive nel bob a quattro: a Igls 2018 e a Schönau am Königssee 2019, in entrambe le occasioni con Lochner alla guida della slitta.

## Palmarès

### Mondiali
- 2 medaglie:
  - 1 oro (gara a squadre a Whistler 2019);
  - 1 bronzo (gara a squadre a Schönau am Königssee 2017).

### Europei
- 2 medaglie:
  - 2 ori (bob a quattro a Igls 2018; bob a quattro a Schönau am Königssee 2019).

### Mondiali juniores
- 2 medaglie:
  - 1 oro (bob a quattro ad Altenberg 2015);
  - 1 argento (bob a due a Winterberg 2016).

### Coppa del Mondo
- 5 podi (tutti nel bob a quattro):
  - 3 vittorie:
  - 1 secondo posto;
  - 1 terzo posto.

#### Coppa del Mondo - vittorie
| Data             | Luogo                | Paese       | Disciplina                                                                  |
| ---------------- | -------------------- | ----------- | --------------------------------------------------------------------------- |
| 18 novembre 2017 | Park City            | Stati Uniti | a quattro con Johannes Lochner (pilota), Christopher Weber e Christian Rasp |
| 17 dicembre 2017 | Igls                 | Austria     | a quattro con Johannes Lochner (pilota), Joshua Bluhm e Christian Rasp      |
| 13 gennaio 2019  | Schönau am Königssee | Germania    | a quattro con Johannes Lochner (pilota), Florian Bauer e Christian Rasp     |

### Campionati tedeschi
- 1 medaglia:
  - 1 argento (bob a quattro a Winterberg 2015).

### Circuiti minori

#### Coppa Europa
- 10 podi (4 nel bob a due e 6 nel bob a quattro):
  - 1 vittoria (nel bob a due);
  - 4 secondi posti (1 nel bob a due e 3 nel bob a quattro);
  - 5 terzi posti (2 nel bob a due e 3 nel bob a quattro).